# Alosterna pauli
Alosterna pauli är en skalbaggsart som beskrevs av Pesarini, Rapuzzi, Sabbadini, Rapuzzi och Andrea Sabbadini 2004. Alosterna pauli ingår i släktet Alosterna och familjen långhorningar. Inga underarter finns listade i Catalogue of Life.